# Gevorg Grigorjanmuseet
Gevorg Grigorjanmuseet är ett personmuseum i distriktet Kentron i Jerevan i Armenien, som är tillägnat 
målaren Gevorg Grigorjan (Dzjiotto), (1889–1976).
Initiativtagare till grundandet av museet 1977 var bland annat Gevorg Grigorjans fru, poeten och konstnären Diana Ukleba (1910–2001). År 1979 blev museet en filial till Armeniens nationalmuseum. Det ligger i Gevorg Gregorjans tidigare bostad och ateljé, nära Matenadaran.

## Bildgalleri

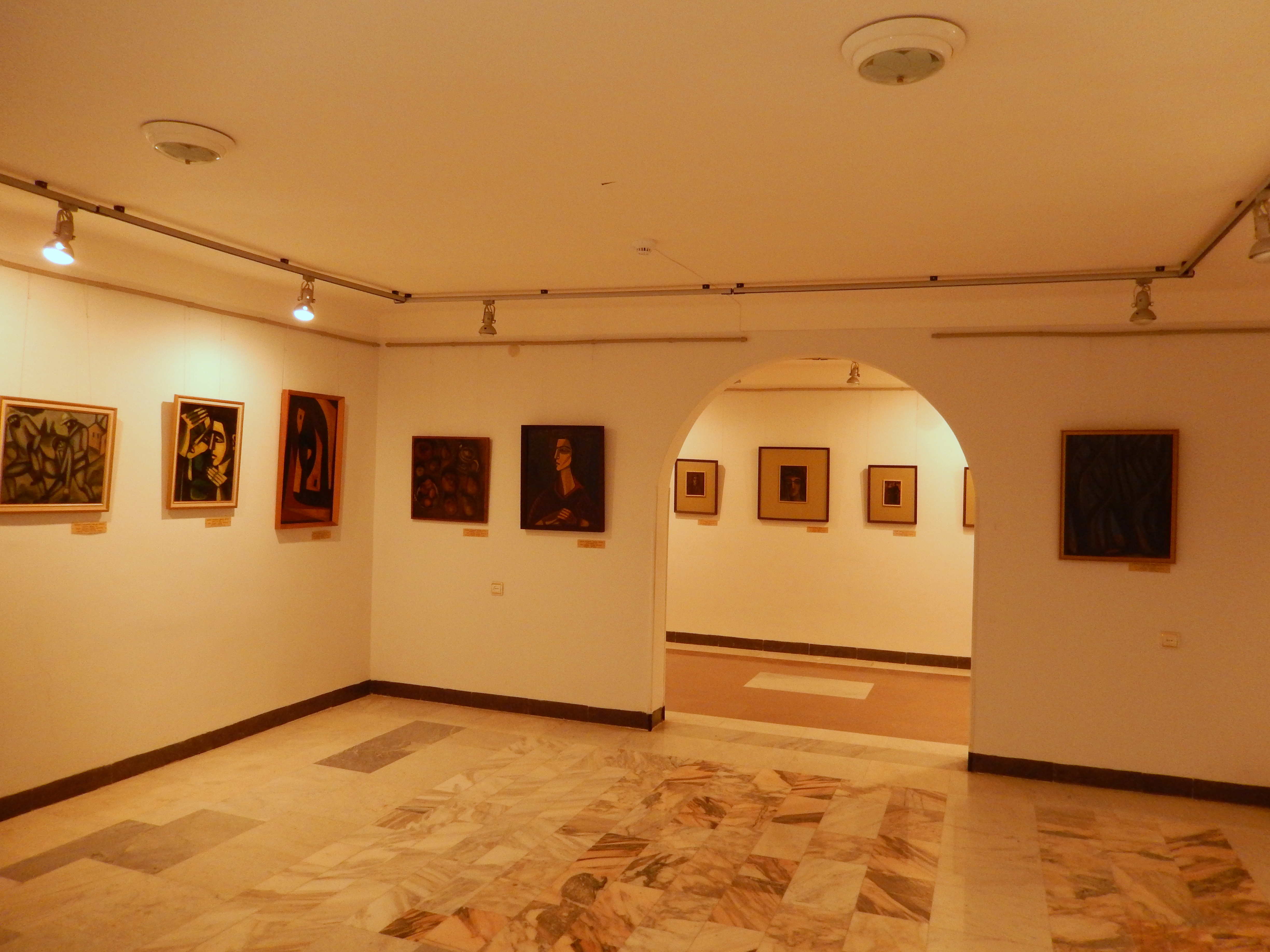
Interiör
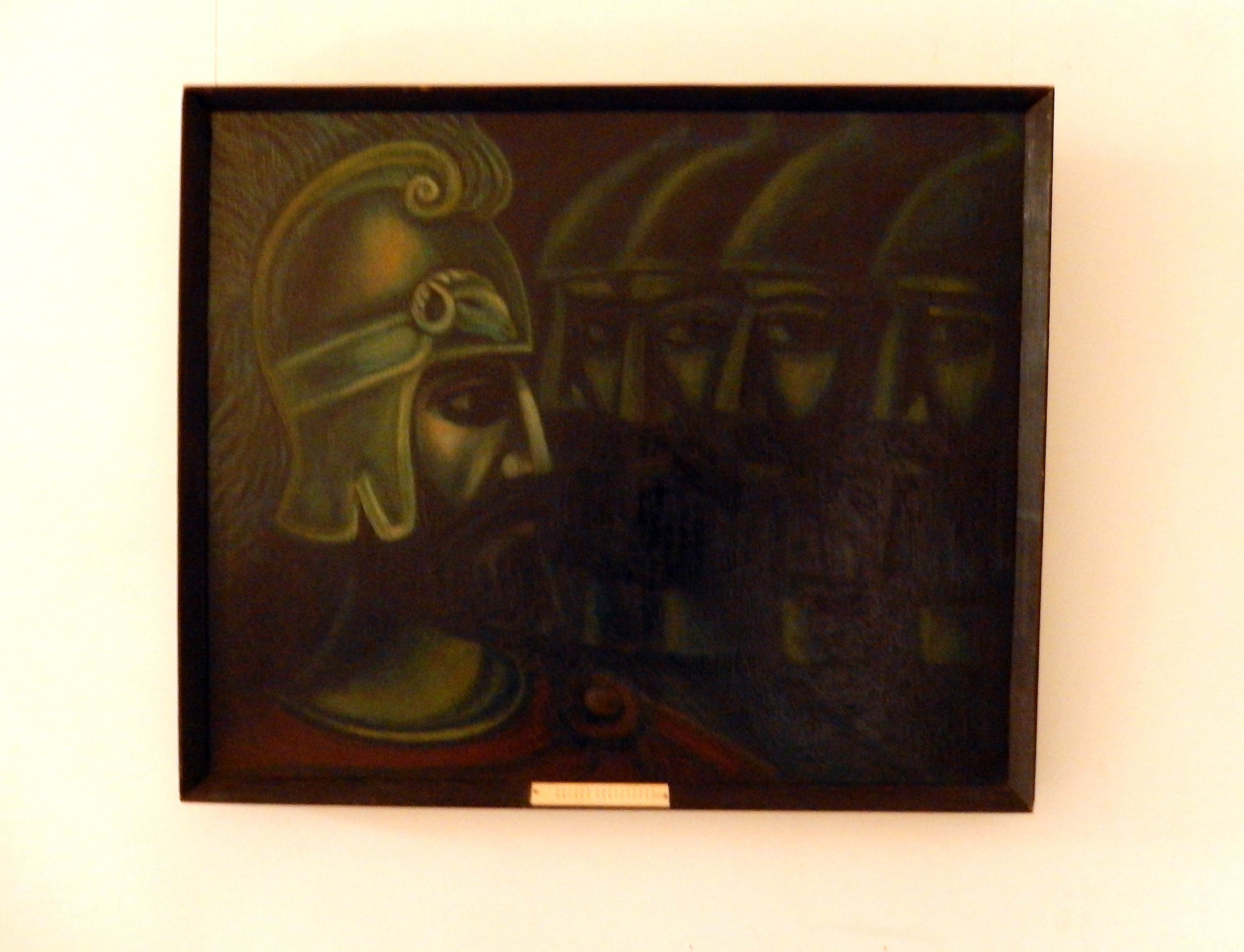
Målning
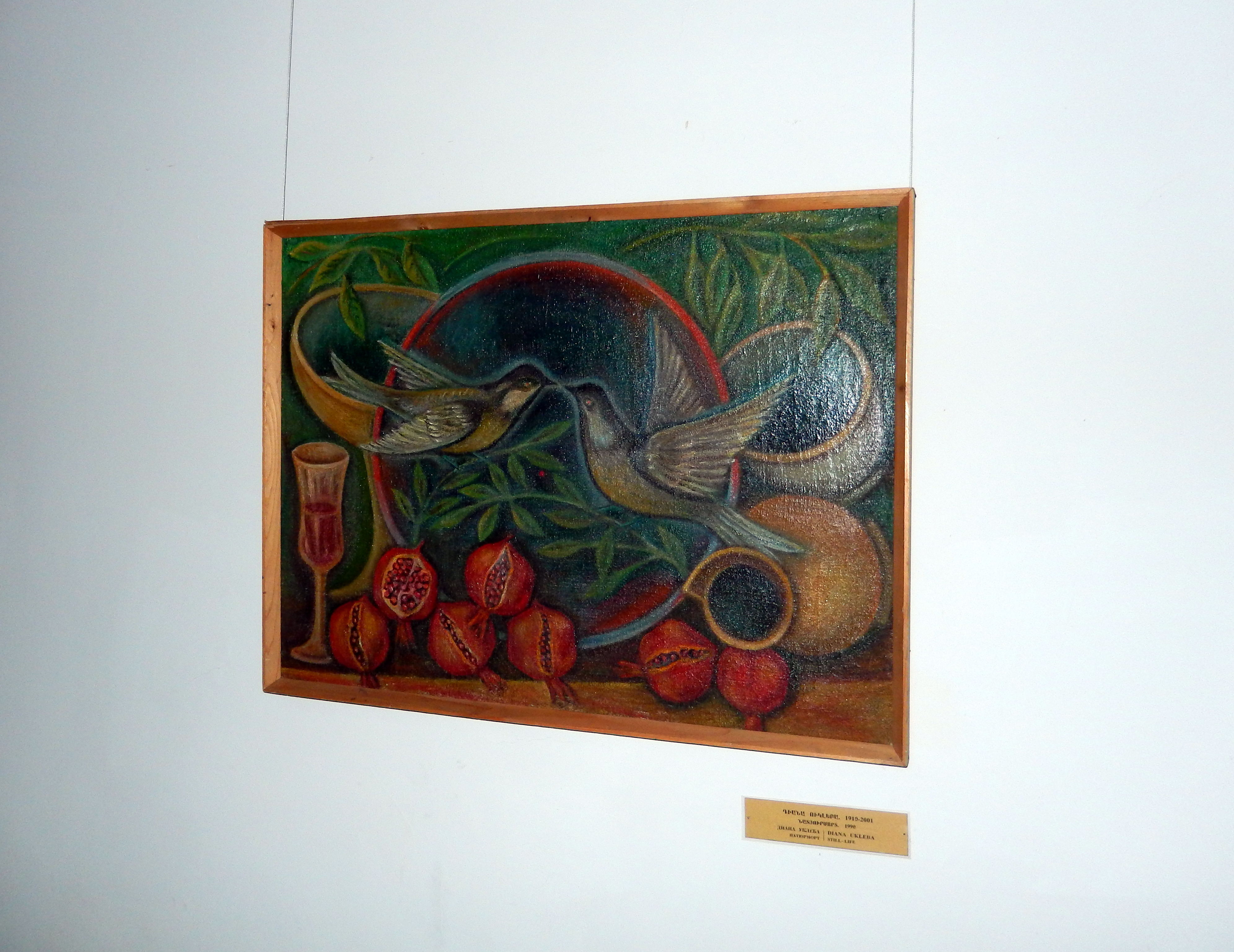
Målning